# Plesioneuron belense
Plesioneuron belense är en kärrbräkenväxtart som först beskrevs av Edwin Bingham Copeland, och fick sitt nu gällande namn av Holtt. Plesioneuron belense ingår i släktet Plesioneuron och familjen Thelypteridaceae. Inga underarter finns listade.